# Sergio Santos
Sergio Santos (Leganés, Madrid, 3 de enero de 2001) es un futbolista español que juega como defensa en el Nástic de Tarragona de la Primera Federación.

## Biografía
Tras formarse como futbolista en las categorías inferiores del Pérez Galdós, Club Deportivo Leganés y pasar por el equipo juvenil del Real Madrid Club de Fútbol, finalmente en 2020 pasó a la disciplina del equipo filial, el Real Madrid Castilla Club de Fútbol. Debutó con el club el 18 de octubre de 2020 contra Las Rozas Club de Fútbol, encuentro que finalizó con un resultado de 1-2. El 22 de septiembre de 2021 debutó con el primer equipo en un partido del Campeonato de Liga contra el Real Club Deportivo Mallorca, finalizado con un resultado de 6-1 a favor del conjunto madrileño.
El 21 de julio de 2022, el CD Mirandés de la Segunda División de España, hizo oficial su cesión por una temporada.
El 8 de agosto de 2023, firmó por el Real Murcia CF de la Primera Federación, pero antes de que acabe el mercado invernal, firma por el Algeciras C.F. 
El 29 de julio de 2024, pasó a formar parte de la plantilla del Real Unión Club.

## Clubes
Actualizado al último partido disputado el 17 de enero de 2025.
| Club                       | País   | Año       | Partidos | Goles |
| -------------------------- | ------ | --------- | -------- | ----- |
| Real Madrid Castilla C. F. | España | 2020-2023 | 51       | 2     |
| Real Madrid C. F.          | España | 2021      | 1        | 0     |
| CD Mirandés (cedido)       | España | 2022-2023 | 7        | 0     |
| Real Murcia CF             | España | 2023      | 15       | 0     |
| Algeciras C.F.             | España | 2024      | 12       | 0     |
| Real Unión Club            | España | 2024-2025 | 30       | 0     |
| Nástic de Tarragona        | España | 2025-     |          |       |

## Palmarés

### Campeonatos internacionales
| Título                    | Club              | Sede  | Año     |
| ------------------------- | ----------------- | ----- | ------- |
| Liga de Campeones juvenil | Real Madrid C. F. | Suiza | 2019-20 |